# Lillträsket (Burträsks socken, Västerbotten)
Lillträsket är en sjö i Skellefteå kommun i Västerbotten och ingår i Sävaråns huvudavrinningsområde. Sjön har en area på 0,0991 kvadratkilometer och ligger 247,7 meter över havet.

## Delavrinningsområde
Lillträsket ingår i det delavrinningsområde (714912-170881) som SMHI kallar för Utloppet av Inner-Åträsket. Medelhöjden är 254 meter över havet och ytan är 37,04 kvadratkilometer. Räknas de 7 avrinningsområdena uppströms in blir den ackumulerade arean 81,21 kvadratkilometer. Norsån som avvattnar avrinningsområdet har biflödesordning 2, vilket innebär att vattnet flödar genom totalt 2 vattendrag innan det når havet efter 75 kilometer. Avrinningsområdet består mestadels av skog (68 procent) och sankmarker (25 procent). Avrinningsområdet har 0,82 kvadratkilometer vattenytor vilket ger det en sjöprocent på 2,2 procent.